# 奧爾迪諾足球俱樂部
 奧爾迪諾足球俱樂部（FC Ordino），安道尔聖胡利婭-德洛里亞的一个足球俱乐部。

## 荣誉
- 安道爾乙組足球聯賽冠軍： 1
  - 2012–13